# Archippé
Pour les articles homonymes, voir Archippe.
Ne doit pas être confondu avec Archippè de Kymé.
Sauf précision contraire, les dates de cet article sont sous-entendues « avant l'ère commune » (AEC), c'est-à-dire « avant Jésus-Christ ».
Archippé (en grec ancien : Άρχιππή / Archippé), était la femme du riche banquier athénien Pasion qui, d'abord esclave, parvint à devenir un riche citoyen. Le statut d'Archippé elle-même n'est pas connu avec certitude, mais elle n'était probablement pas citoyenne. Quand Pasion mourut, il la « légua » à son affranchi Phormion. Archippé a suscité l'intérêt des historiens, non pas pour ses actions personnelles ou sa notoriété, mais parce qu'elle représente un exemple frappant de la complexité des statuts dans la Grèce antique.

## Biographie
Archippé épousa Passion avant 395 av. J.-C., probablement vers 390 av. J.-C.. Elle était sans doute très jeune lors de son mariage, puisque son premier fils naît vers 394 av. J.-C. et que les deux enfants qu'elle aura de Phormion naissent après 368 av. J.-C.. On ne connaît rien sur sa famille ni sur ses origines, controversées. Certains historiens s'accordent à penser qu'elle n'est pas de naissance citoyenne, : sa famille ne l'aurait jamais mariée à un métèque. Au cours du IVe siècle av. J.-C., une loi interdit même aux citoyens athéniens de l'un ou l'autre sexe d'épouser un étranger. Claude Mossé penche pourtant pour une origine grecque ; les enfants du couple ont obtenu la citoyenneté athénienne, Apollodore en même temps que son père, Pasiclès dès sa naissance. Cela laisse supposer qu'Archippé était athénienne : la loi de 451 introduite par Périclès stipulant qu'on ne pouvait être considéré comme citoyen athénien que si on l'était de père et de mère athénienne. Mais alors, leur union était illégale lors de la naissance d'Apollodore, Pasion n'étant alors que métèque. Inversement, si Archippé n'était pas Athénienne, ses enfants ne pouvaient disposer de la citoyenneté athénienne, quand bien même Pasion l'avait obtenue par décret : « il faut donc admettre qu'en dépit d'une législation rigoureuse, il y avait des accommodements possibles avec la loi ».
Archippé donna à Pasion deux fils, Apollodore et Pasiclès. Plus tard, probablement en 376, Pasion se vit accorder la citoyenneté athénienne « pour services rendus à la Cité ». Son décret de citoyenneté, transmis sous forme indirecte par Démosthène indique : « les Athéniens ont voté que Pasion et ses descendants seraient Athéniens. » Archippé n'est pas mentionnée.
Pasion mourut sous l'archontat de Dysnicètos, c'est-à-dire en 370-369. Son testament est rédigé de la manière suivante : « Pasion d'Acharnes a disposé comme suit : je donne en mariage ma femme Archippé à Phormion, et je donne en dot à Archippé un talent placé à Péparèthos, plus un talent à prendre ici même [à Athènes], plus une maison de rapport de 100 mines, des servantes, des objets d'or, et par ailleurs, tout ce qu'elle possède dans la maison. » La clause par laquelle un Athénien lègue son épouse à un ami ou proche n'est pas rare, en particulier chez les banquiers comme Pasion : ainsi, le père de Démosthène laissa sa femme à Aphobos. En 368/367, Phormion épousa effectivement Archippé, causant la colère de son fils aîné Apollodore. Apollodore, s'il faut l'en croire, aurait voulu attaquer Phormion en justice, mais la guerre aurait suspendu tous les procès civils, puis sa mère aurait fini par le réconcilier avec Phormion. Selon ce dernier, au contraire, Apollodore n'aurait jamais intenté de procès à son nouveau beau-père du vivant de sa mère. Archippé meurt en 361, et les hostilités reprirent entre Phormion et Apollodore.